# Smoke
Smoke — сингл американского рэпера 50 Cent, записанный при участии Trey Songz. Промоклип к песне был выпущен 1 апреля 2014 года. Режиссёром клипа стал Eif Rivera.

## Позиции в чартах
| Чарт (2014)                                | Пик позиции |
| ------------------------------------------ | ----------- |
| Бельгия/Валлония (Ultratip Bubbling Under) | 49          |
| Germany (Deutsche Black Charts)            | 1           |
| South Korea International Songs (Gaon)     | 53          |
| Великобритания (OCC UK Hip Hop/R&B)        | 23          |
| UK Singles (The Official Charts Company)   | 154         |
| США (Billboard Hot R&B/Hip-Hop Songs)      | 42          |